# Geophis brachycephalus
Geophis brachycephalus este o specie de șerpi din genul Geophis, familia Colubridae, descrisă de Cope 1871. A fost clasificată de IUCN ca specie cu risc scăzut. Conform Catalogue of Life specia Geophis brachycephalus nu are subspecii cunoscute.